# Tridenchthonius buchwaldi
Espèce
Synonymes
- Chthonius buchwaldi Tullgren, 1907

Tridenchthonius buchwaldi est une espèce de pseudoscorpions de la famille des Tridenchthoniidae.

## Distribution
Cette espèce est endémique d'Équateur. Elle se rencontre vers Guayaquil.

## Étymologie
Cette espèce est nommée en l'honneur d'Otto von Buchwald (1843-1934).

## Publication originale
- Tullgren, 1907 : Zur Kenntnis aussereuropäischer Chelonethiden des Naturhistorischen Museums in Hamburg. Mitteilungen aus dem Naturhistorischen Museum in Hamburg, vol. 24, p. 21-75.